# هرمان كورتس
هرمان كورتس (بالألمانية: Hermann Kurz)‏ (و. 1813 – 1873 م) هو شاعر، ومؤلف، ومترجم، وكاتب من مملكة فورتمبيرغ، ولد في رويتلينغن، توفي في توبينغن، عن عمر يناهز 60 عاماً.

## روابط خارجية
- هرمان كورز على موقع الموسوعة البريطانية (الإنجليزية)